# Лильегрен, Тимоти
Тимоти Лильегрен (швед. Timothy Liljegren; 30 апреля 1999, Кристианстад) — шведский профессиональный хоккеист, защитник клуба «Сан-Хосе Шаркс».

## Игровая карьера
Лильегрен дебютировал в Шведской хоккейной лиге за команду Рёгле 3 декабря 2015 года. Первые 2 месяца сезона 2016-217 Тимоти пропустил из-за мононуклеоза.
23 июня 2017 года Лильегрен был выбран на драфте НХЛ 2017 года в 1-м раунде под общим 17-м номером клубом «Торонто Мейпл Лифс». 12 июля 2017 года Тимоти подписал контракт новичка на три года с «Торонто Мейпл Лифс». В сезоне 2017/18 перешёл в фарм-клуб «Мейпл Лифс», «Торонто Марлис», где выиграл Кубок Колдера.
18 января 2020 года Тимоти дебютировал в НХЛ в матче против команды «Чикаго Блэкхокс».
30 октября 2024 года был обменян в «Сан-Хосе Шаркс» на Мэтта Беннинга, выбор в третьем раунде драфта 2025 года и выбор в шестом раунде драфта 2026 года.

## Статистика
| Легенда | Легенда                    | Легенда | Легенда                   | Легенда | Легенда    |
| ------- | -------------------------- | ------- | ------------------------- | ------- | ---------- |
| И       | Количество проведённых игр | Штр     | Штрафное время            | +/−     | Плюс-минус |
| Г       | Голы                       | П       | Голевые передачи          | О       | Очки       |
| -       | Статистика неизвестна      | —       | Статистика не учитывалась |         |            |